# Giro del Capo 2008
Il Giro del Capo 2008, diciassettesima edizione della corsa, si svolse in cinque tappe dal 4 all'8 marzo 2009 per un percorso totale di 619,6 km. Fu vinto dall'austriaco Christian Pfannberger, che terminò la gara in 14h38'50".

## Tappe
| Tappa  | Data    | Percorso                                         | km    | Vincitore di tappa    | Leader cl. generale   |
| ------ | ------- | ------------------------------------------------ | ----- | --------------------- | --------------------- |
| 1ª     | 4 marzo | Wellington > Wellington                          | 110   | Christian Pfannberger | Christian Pfannberger |
| 2ª     | 5 marzo | Durbanville > Durbanville                        | 179,5 | Michael Mørkøv        | Christian Pfannberger |
| 3ª     | 6 marzo | Paarl > Paarl                                    | 174,5 | Luke Roberts          | Christian Pfannberger |
| 4ª     | 7 marzo | Stellenbosch > Stellenbosch                      | 148,5 | Dominique Cornu       | Christian Pfannberger |
| 5ª     | 8 marzo | Camps Bay > Signal Hill (Cronometro individuale) | 5,5   | David George          | Christian Pfannberger |
| Totale | Totale  | Totale                                           | 616,6 |                       |                       |

## Squadre e corridori partecipanti
| N. | Cod. | Squadra                      |
| -- | ---- | ---------------------------- |
|    | BAR  | Team Barloworld              |
|    | MTN  | Team MTN                     |
|    | NEO  | Team Neotel                  |
|    | TRS  | Kuota-Senges                 |
|    | PZR  | Pezula Racing                |
|    | HOP  | House of Paint               |
|    | MPC  | Trek-Marco Polo Cycling Team |
|    | ?    | Cyclelab Supercycling        |
|    | NAM  | Nazionale namibiana          |
|    | BEL  | Nazionale belga              |
|    | SPA  | Team Sparebanken Vest        |
|    | DEN  | Nazionale danese             |
|    | KON  | Konica Minolta-Bizhub        |
|    | ?    | Pro Mr Price WP              |

| N. | Cod. | Squadra                  |
| -- | ---- | ------------------------ |
|    | UCI  | UCI World Cycling Centre |
|    | ?    | Liqui Moly               |
|    | ?    | Pro Mr Price WP          |
|    | ?    | Velo Club Mauritius      |
|    | ?    | Southeby's Cosmetek      |
|    | ?    | Club 100                 |
|    | ?    | Computer-Smith           |
|    | ?    | ACSIS                    |
|    | ?    | USN-Fulimput Clothing    |
|    | ?    | Tekton Kitchens          |
|    | ?    | CSC/Marcello             |
|    | ?    | Venezia                  |
|    | ?    | GT Maties                |

## Classifiche finali

### Classifica generale - Maglia gialla
| Pos. | Corridore             | Squadra        | Tempo     |
| ---- | --------------------- | -------------- | --------- |
| 1    | Christian Pfannberger | Barloworld     | 14h38'50" |
| 2    | Chris Froome          | Barloworld     | a 1'41"   |
| 3    | J.-J. van Rensburg    | Team Neotel    | a 1'47"   |
| 4    | Johannes Kackelhoffer | House of Paint | a 2'00"   |
| 5    | David George          | Team MTN       | a 2'28"   |
| 6    | Félix Cárdenas        | Barloworld     | a 3'27"   |
| 7    | Luke Roberts          | Kuota-Senges   | a 4'12"   |
| 8    | Hugo Sabido           | Barloworld     | a 4'13"   |
| 9    | Nicholas White        | Team MTN       | a 9'12"   |
| 10   | Dominique Cornu       | Belgio         | a 10'09"  |

### Classifica a punti
| Pos. | Corridore             | Squadra       | Punti |
| ---- | --------------------- | ------------- | ----- |
| 1    | Christian Pfannberger | Barloworld    | 16    |
| 2    | Dominique Cornu       | Belgio        | 14    |
| 3    | David O'Loughlin      | Pezula Racing | 13    |

### Classifica scalatori
| Pos. | Corridore               | Squadra     | Punti |
| ---- | ----------------------- | ----------- | ----- |
| 1    | Robert Hunter           | Barloworld  | 38    |
| 2    | Jacques J. van Rensburg | Team Neotel | 36    |
| 3    | Michael Mørkøv          | Danimarca   | 35    |

### Classifica giovani
| Pos. | Corridore            | Squadra     | Tempo     |
| ---- | -------------------- | ----------- | --------- |
| 1    | Jacques van Rensburg | Team Neotel | 14h40'37" |
| 2    | Burry Stander        |             | a 11'31"  |
| 3    | Sergiu Cioban        |             | a 13'51"  |

### Classifica a squadre
| Pos. | Squadra         | Tempo     |
| ---- | --------------- | --------- |
| 1    | Team Barloworld | 40h01'21" |
| 2    | Team MTN        | a 12'57"  |
| 3    | Kuota-Senges    | a 13'58"  |